# 高原蒿
高原蒿（学名：Artemisia youngii）为菊科蒿属的植物，是中国的特有植物。分布在中国大陆的西藏、青海等地，生长于海拔3,500米的地区，多生在中海拔至高海拔地区的坡地与路旁，目前尚未由人工引种栽培。